# شینتارو ایشیهارا
شینتارو ایشیهارا (石原 慎太郎 Ishihara Shintarō, ۳۰ سپتامبر ۱۹۳۲ – ۱ فوریه ۲۰۲۲) یک سیاستمدار و نویسنده ژاپنی بود که از ۱۹۹۹ تا ۲۰۱۲ فرماندار توکیو بود. او به عنوان رهبر سابق حزب راست افراطی احیای ژاپن، یکی از برجسته‌ترین ملی گرایان در سیاست مدرن ژاپن بود. او که یک ملی‌گرای افراطی بود، به خاطر اظهارات نژادپرستانه، دیدگاه‌های بیگانه‌هراسی و نفرت از چینی‌ها و کره‌ای‌ها، از جمله استفاده از اصطلاح توهین‌آمیز قدیمی «سانگوکوجین» بدنام بود.
وی همچنین منتقد روابط بین ژاپن و ایالات متحده بود، کار هنری او شامل یک رمان برنده جایزه، آثار پرفروش و همچنین کار در تئاتر، فیلم و روزنامه‌نگاری بود. کتاب او در ۱۹۸۹، ژاپنی که می‌تواند نه بگوید، با همکاری رئیس سونی، آکیو موریتا انتشار یافت (و در ۱۹۹۱ به زبان انگلیسی منتشر شد)، او از هموطنان نویسنده خواست تا در برابر ایالات متحده بایستند.
ایشیهارا پس از یک حرفه اولیه به عنوان نویسنده و کارگردان سینما، از ۱۹۶۸ تا ۱۹۷۲ در مجلس شوراها، از ۱۹۷۲ تا ۱۹۹۵ در مجلس نمایندگان و از ۱۹۹۹ تا ۲۰۱۲ به عنوان فرماندار توکیو خدمت کرد. او برای مدت کوتاهی از فرمانداری استعفا داد. رهبری حزب طلوع آفتاب، سپس به حزب بازسازی ژاپن پیوست و در انتخابات عمومی ۲۰۱۲ به مجلس نمایندگان بازگشت. او ناموفق به دنبال انتخاب مجدد در انتخابات عمومی نوامبر ۲۰۱۴ بود و در ماه بعد رسماً سیاست را ترک کرد.

## مرگ
ایشیهارا بر اثر سرطان پانکراس در اوتا، توکیو، در ۱ فوریه ۲۰۲۲در سن ۸۹ سالگی درگذشت.